# The Jerusalem Post
The Jerusalem Post es un periódico israelí en lengua inglesa, también disponible en Internet. También cuenta con una edición semanal internacional en francés.
Originalmente un periódico de izquierdas, experimentó un notable giro hacia la derecha política a finales de la década de 1980.El periódico profesa estar en el centro político israelí, aunque actualmente se lo considera de derecha; además su línea editorial es crítica con la corrupción política y partidaria de la separación de religión y Estado en Israel.También es un firme partidario de que el Estado de Israel invierta más en el judaísmo a nivel mundial y en programas educativos para la diáspora.

## Historia
El periódico fue fundado el 1 de diciembre de 1932 con el nombre de The Palestine Post por Gershon Agron. El diario apoyó el combate por una patria nacional judía durante el protectorado británico de Palestina oponiéndose abiertamente a la política británica sobre la restricción de la inmigración judía. El periódico cambió su nombre por el de Jerusalem Post en 1950 tras la independencia de Israel.
Durante décadas se posicionó en el centro-izquierda y apoyó al Partido Laborista hasta 1989 tras ser vendido a Hollinger Inc., bajo control del magnate conservador canadiense Conrad Black. El Jerusalem Post cambio de línea editorial y pasó a apoyar al Likud. Fue ahí cuando muchos de sus redactores dimitieron y fundaron el Jerusalem Report, que actualmente forma parte del The Jerusalem Post Group pero cuenta con una línea editorial independiente. La mirada del Jerusalem Post sobre la actualidad se sitúa en el centro derecha, aunque siempre se pueden encontrar artículos de izquierda.
Económicamente el diario es cercano al neoliberalismo. Entre otras cosas para reformar el sistema israelí, un estricto control del gasto público, la limitación de ayudas sociales, una reducción de impuestos y la instauración de leyes contra la creación de monopolios.
El Jerusalem Post es competidor del periódico de centro-izquierda Haaretz que tiene también desde los años 1990 una edición en inglés. Al igual que todos los diarios en Israel, el Jerusalem Post sale todos los días menos el sábado (día del Shabat) y los días de fiesta judía. En 2004-2011 su redactor-jefe era David Horovitz, antiguo redactor-jefe del Jerusalem Report. Su actual redactor jefe es Steve Linde.
El 16 de noviembre de 2004, Hollinger vende otra vez el periódico a una editorial de Tel Aviv, Mirkaei Tikshoret Limited.
En 2020, en el periódico digital israelí 972 Magazin, se publicó una investigación de tres años de duración dónde se desvelaba que el Ministerio de Asuntos Estratégicos israelí había pagado grandes cantidades a Jerusalem Post para que publicase contenido contra los movimientos en defensa de los Derechos Humanos, incluyendo una proyección de un documental producido por el ministerio que pretendía desacreditar el movimiento BDS.